# Endre Kelemen (Leichtathlet)
Endre Kelemen (* 5. Dezember 1947 in Tura) ist ein ehemaliger ungarischer Leichtathlet, der sich auf den Hochsprung spezialisiert hat. Seine größten Erfolge feierte er mit zwei Medaillen bei Halleneuropameisterschaften.

## Sportliche Laufbahn
Erste internationale Erfahrungen sammelte Endre Kelemen vermutlich im Jahr 1970, als er bei der Sommer-Universiade in Turin mit übersprungenen 2,09 m den neunten Platz belegte. Im Jahr darauf gewann er bei den Halleneuropameisterschaften in Sofia mit 2,17 m die Bronzemedaille hinter seinem Landsmann István Major und Jüri Tarmak aus der Sowjetunion. Im Sommer belegte er dann bei den Freiluft-Europameisterschaften in Helsinki mit 2,11 m den achten Platz. 1974 wurde er bei den Halleneuropameisterschaften in Göteborg mit 2,10 m 16. und im September verpasste er bei den Europameisterschaften in Rom mit 2,11 m den Finaleinzug. Im Jahr darauf gewann er bei den Halleneuropameisterschaften in Katowice mit 2,19 m die Silbermedaille hinter dem Tschechoslowaken Vladimír Malý und 1976 schied er bei den Olympischen Sommerspielen in Montreal mit 2,13 m in der Qualifikationsrunde aus. Im Jahr darauf wurde er bei den Halleneuropameisterschaften in Donostia / San Sebastián mit 2,13 m 16. 
In den Jahren 1970 und 1971 sowie 1974 und 1975 wurde Kelemen ungarischer Meister im Hochsprung.